# Aladåb
|  | Wiktionary har en ordboksartikel om aladåb. |

Aladåb (försvenskning av franskans à la daube, "i gryta" eller "som gryta") är det svenska namnet på en kall maträtt där kött, grönsaker eller fisk ligger i gelé. Kokning av kött eller fisk med ben och bindväv ger ett spad som stelnar när det svalnar. Man kan också tillsätta färdigt gelatin till andra råvaror för att göra aladåb.
På franska kallas detta tillredningssätt aspic, medan daube är ett tilläggsord som betyder att maträtten är en gryta, som t.ex. daube provençale (provencalsk gryta)  eller daube comtadine (comtatisk lammgryta, en lammgryta från Comtat Venaissin).
I Sveriges Radios julkalender 2020 förekommer en fiktiv rätt vid namn kalabalikaladåb.

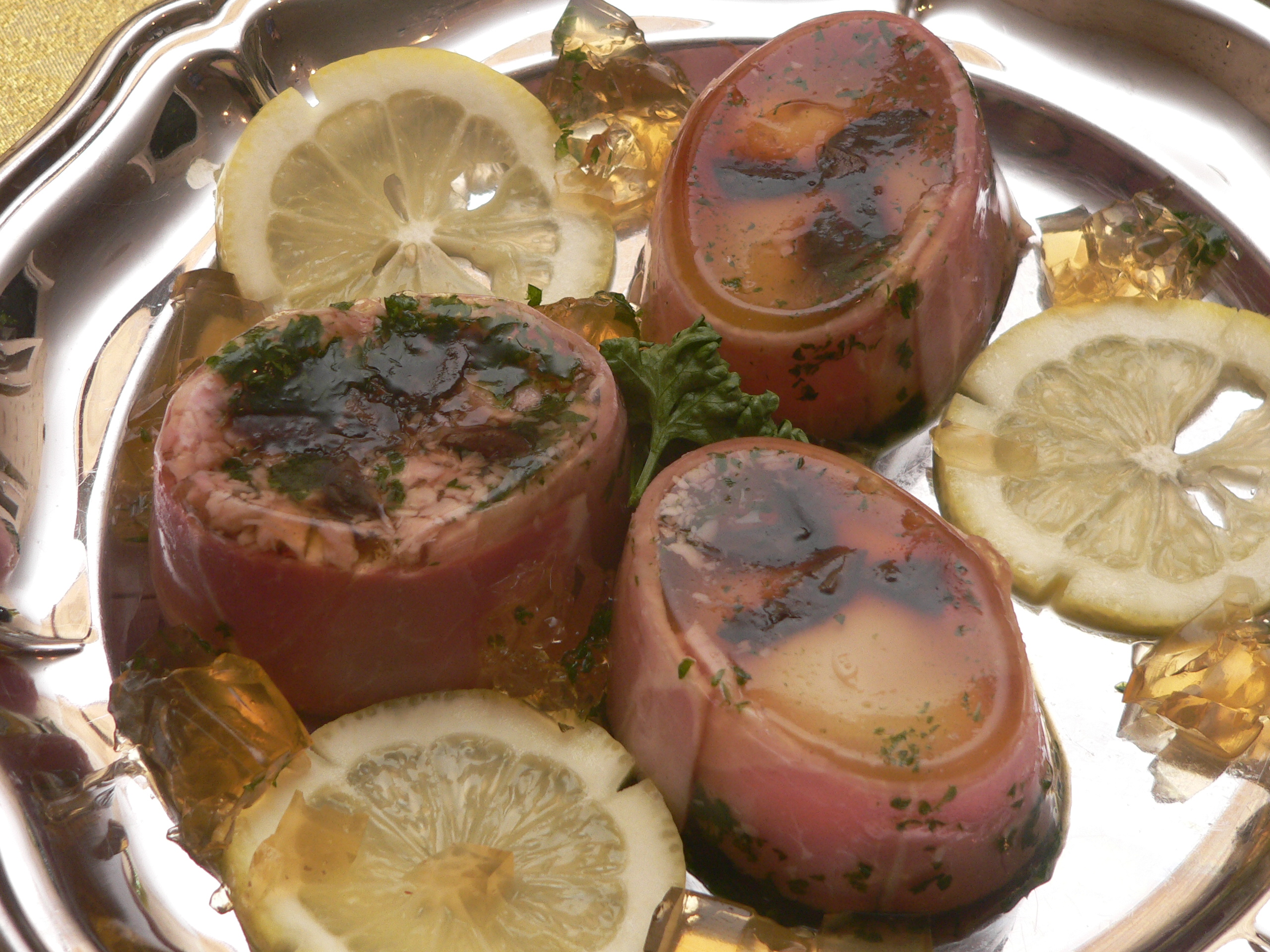
Ägg i gelé.

Köttaladåb